# 乌伊拉竞技足球俱乐部
乌伊拉竞技（Atlético Huila）是一支位于哥倫比亞乌伊拉省首府内瓦的足球俱乐部，現時於哥超作賽。他們於1990年11月29日成立，是哥倫比亞成立時間最短的球會，他們最佳戰績為2007年和2009年亞軍，他們主場是柏沙斯艾錫球場，能容納二萬人。他們的宿敵是杜利馬體育會，稱為大杜利馬打吡。